# Carolina Marianiová
Claudia Carolina Mariani-Ambrueso (* 11. srpna 1972 Buenos Aires, Argentina) je bývalá reprezentantka Argentiny v judu.

## Sportovní kariéra
Jako první Argentinka se dokázala výrazně prosadit mezi světovou špičku. Její hlavní rivalkou byla Kubánka Legna Verdeciaová. Olympijských her se účastnila celkem třikrát. V roce 1992 na olympijských hrách v Barceloně předvedla velmi dobrý výkon a obsadila 7. místo. Stejné umístění zopakovala za čtyři roky v Atlantě. V roce 2000 jela na své třetí olympijské hry do Sydney, ale formu optimálně nevyladila.

## Výsledky
| Turnaj                  | 1990           | 1991           | 1992           | 1993           | 1994           | 1995           | 1996           | 1997           | 1998           | 1999           | 2000           |
| Turnaj                  | 18             | 19             | 20             | 21             | 22             | 23             | 24             | 25             | 26             | 27             | 28             |
| Turnaj                  | pololehká váha | pololehká váha | pololehká váha | pololehká váha | pololehká váha | pololehká váha | pololehká váha | pololehká váha | pololehká váha | pololehká váha | pololehká váha |
| ----------------------- | -------------- | -------------- | -------------- | -------------- | -------------- | -------------- | -------------- | -------------- | -------------- | -------------- | -------------- |
| Olympijské hry          |                |                | 7.             |                |                |                | 7.             |                |                |                | úč.            |
| Mistrovství světa       |                | —              |                | úč.            |                | 2.             |                | úč.            |                | úč.            |                |
| Panamerické hry         |                | 3.             |                |                |                | 2.             |                |                |                | 2.             |                |
| Panamerické mistrovství | 3.             |                | 1.             |                | 1.             |                | 1.             | 2.             | 2.             | —              | —              |